# Maorineta acerba
Maorineta acerba là một loài nhện trong họ Linyphiidae. Loài này được phát hiện ở Nieuw-Zeeland.